# Agriades pherecydes
Agriades pherecydes är en fjärilsart som beskrevs av Grum-grshimailo 1890. Agriades pherecydes ingår i släktet Agriades och familjen juvelvingar. Inga underarter finns listade i Catalogue of Life.